# Södra Långtjärnen (Transtrands socken, Dalarna, 677499-135602)
Södra Långtjärnen är en sjö i Malung-Sälens kommun i Dalarna och ingår i Dalälvens huvudavrinningsområde.